# Негановичи
Негановичи (серб. Његановићи / Njeganovići) — село в общине Билеча Республики Сербской Боснии и Герцеговины. В настоящее время село необитаемо.